# Pseudhammus rhamnus
Pseudhammus rhamnus là một loài bọ cánh cứng trong họ Cerambycidae.